# Кольцовка (Новосибірська область)
Кольцовка (рос. Кольцовка) — село у Каргатському районі Новосибірської області Російської Федерації.
Входить до складу муніципального утворення Первомайська сільрада. Населення становить 374 особи (2010).

## Історія
Згідно із законом від 2 червня 2004 року органом місцевого самоврядування є Первомайська сільрада.

## Населення
| 2002 | 2007 | 2010 |
| ---- | ---- | ---- |
| 545  | ↘483 | ↘374 |